# Castelo de Katz

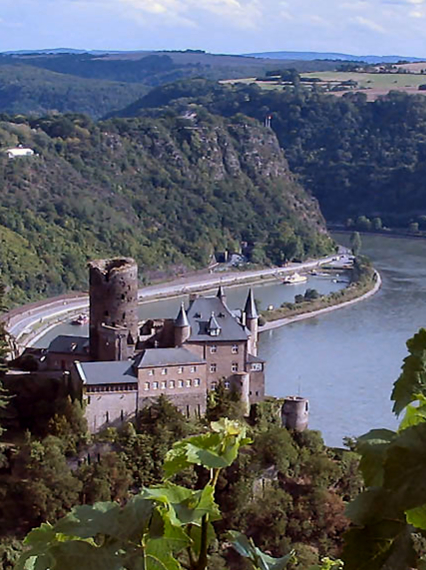
Vista geral do Castelo de Katz, com o rochedo de Lorelei ao fundo.

O Castelo de Katz (Burg Katz, em alemão) é um palácio fortificado que se localiza na cidade de Sankt Goarshausen, Estado de Renânia-Palatinado, na Alemanha. Na verdade, o edifício tinha o nome de Burg Neukatzenelnbogen (Castelo Neukatzenelnbogen), mas a linguagem popular acabou por fazer a contracção desse termo, passando a ser conhecido simplesmente como Burg Katz.
O castelo, construído entre 1360 e 1371 pelos condes de Katzenelnbogen, ergue-se em posição dominante sobre a cidade. Tendo sido bombardeado em 1806, foi reconstruído entre 1896 e 1898. Actualmente, encontra-se em mãos privadas e não está aberto à visita pública.
Desde 2002, está classificado pela UNESCO como Património da Humanidade, incluído no sítio Vale do Alto Médio Reno.

## História

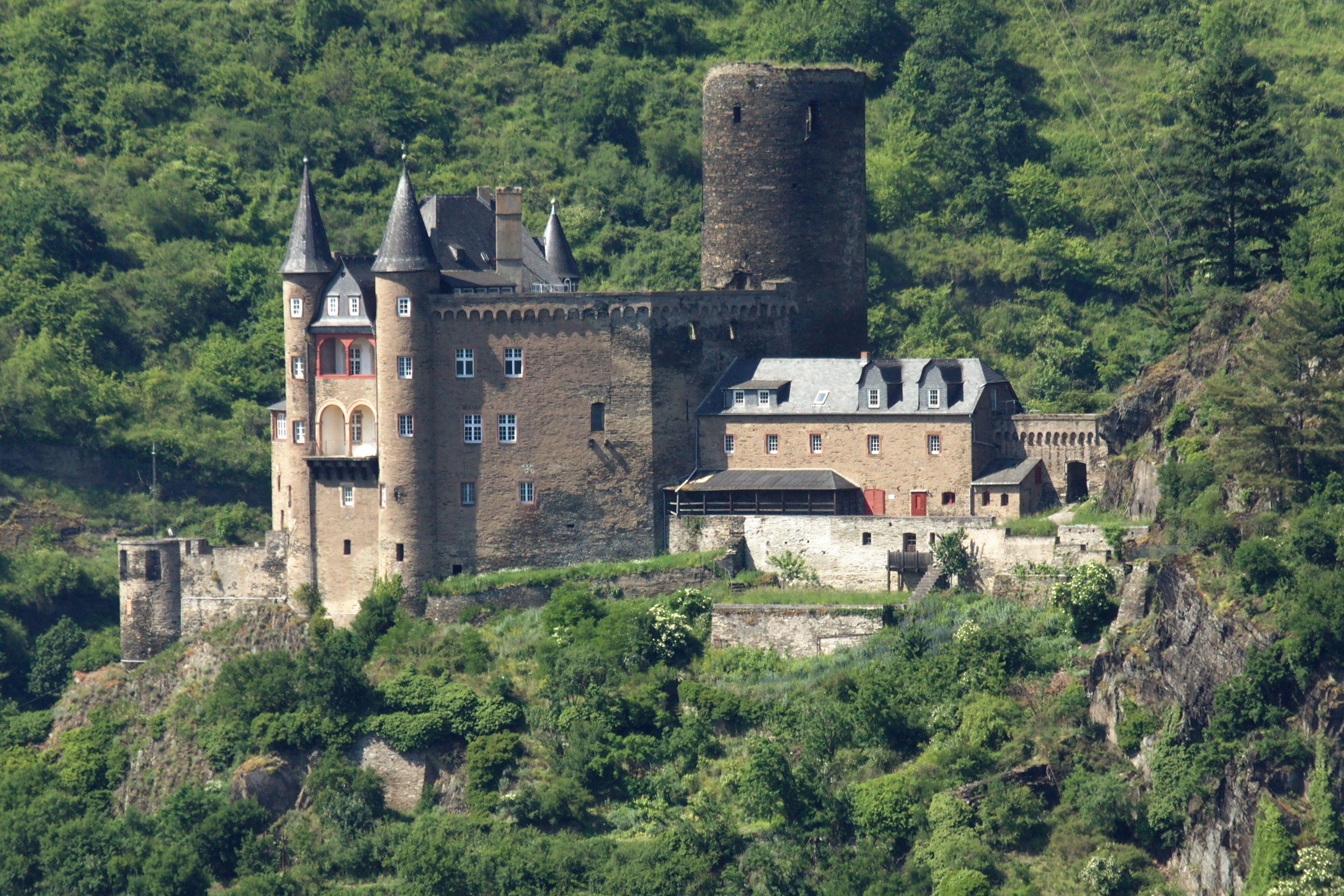
Aspecto geral do Castelo de Katz.

O castelo foi erguido entre 1360 e 1371 pelo Conde Wilhelm II de Katzenelnbogen. A razão esteve, provavelmente, relacionada com a vizinhança directa do Burg Maus, um castelo do Eleitorado de Trier em construção desde 1356. Além disso, o castelo formava juntamente com o Burg Rheinfels, na outra margem do Reno, uma barra de alfândega e alargava a rede de castelos controlada no sudoeste da Alemanha pelos Senhores de Katzenelnbogen.
A linhagem dos Katzenelnbogen extinguiu-se em 1479. O condado - e, portanto, também o castelo - passaram para o Landgraviado de Hesse. Como consequência, o Burg Katz, assim como o Burg Rheinfels, foi um pomo de discórdia nas disputas de herança entre as linhagens Hessen-Kassel e Hessen-Darmstadt. Em 1626 e em 1647 foi cercado e parcialmente destruído. Durante as disputas, também foi reforçado por várias fortificações e posições de artilharia.
Em 1692, o castelo sofreu novas destruições durante o cerco ao Burg Rheinfels pelos exércitos de Luís XIV de França. No decorrer da Guerra dos Sete Anos, foi conquistado pelos franceses em 1758 e devolvido em 1763. Em 1806, Napoleão Bonaparte bombardeou o castelo e deixou o edifício arruindado, tal como aconteceu com o Burg Gutenfels.

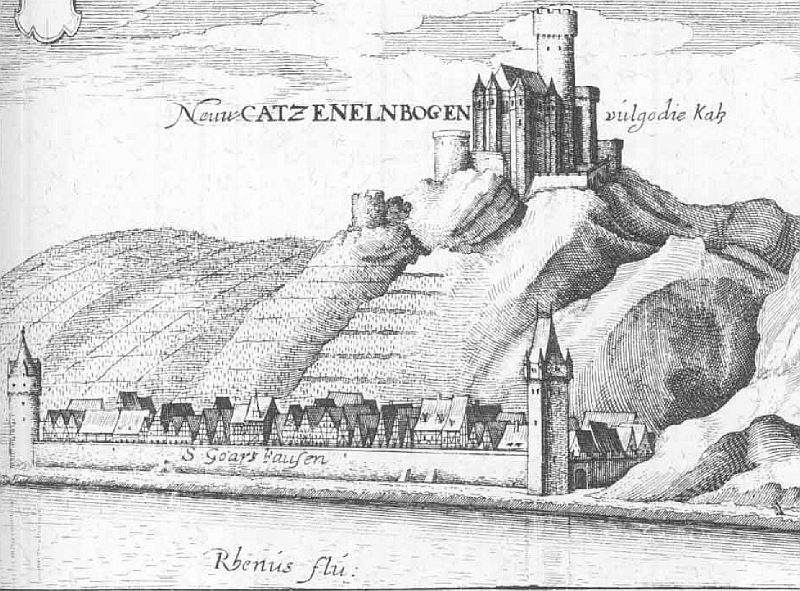
O Castelo de Katz sobre St. Goarshausen - imagem extraida da Topographia Hassiae de Matthäus Merian, 1655.

Em 1816, as ruínas do castelo passaram para a posse do Ducado de Nassau, tendo passado por várias mãos privadas ao longo do século XIX, sendo finalmente adquirido em 1896 por Ferdinand Berg, administrador do distrito de St. Goarshausen. O novo proprietário deixou o castelo entregue aos planos do gabinete de arquitectos  Schreiterer, de Colónia, com vista à construção duma nova residência com referência aos elementos medievais, de acordo com o gosto contemporêneo. Porém, foi tida pouca consideração pelos vestígios medievais existentes. A construção renana lembra remotamente o antigo palas. Verdadeiros troços medievais ainda estão preservados nas ruínas da torre de menagem, assim como na muralha de protecção e no zwinger.
Em 1928, o Castelo de Katz foi leiloado. Em 1936 caiu no Reichsarbeitsdienst ("Serviço de Trabalho do Reich"), sendo instalado um campo de treino no seu interior.
Depois da Segunda Guerra Mundial, a República Federal da Alemanha, como legítima sucessora do Reich alemão, tornou-se dona do castelo. Serviu, então, como uma escola provisória do Institut Hofmann. Entre 1953 e 1966, estiveram alojados no castelo os alunos internos do referido instituto. Em 1964 ocuparam o recém construído, e agora nacionalizado, Wilhelm-Hofmann-Gymnasium, no centro de St. Goarshausener. A escola foi inaugurada em 1948, sob a direcção da família Altgelt. Como a escola em St. Goarshausen tinha sido parcialmente destruída pela guerra, o gymnasium foi deslocado para barracões especialmente construídos no recinto do castelo. Depois de renovações ocorridas em 1950-1951, o instituto regressou para a escola na povoação. Os barracões foram usados para a preparação de alunos internos.
Depois da saída do instituto, o Castelo de Katz passou a ser um centro de laser das obras sociais da Administração Federal das Finanças.
Actualmente o castelo é uma propriedade privada em mãos de japoneses e aloja um hotel. A sua visita pelo público em geral não é permitida.

## Planta
O castelo é incomum por assentar sobre uma pequena parcela de terreno e apresentar, por esse motivo, uma construção compacta. O elemento central da fortaleza era, originalmente, a torre principal, de 40 metros de altura, situada no lado de ataque do castelo. Também era apoiada por um fosso quebrado no penhasco e por um bastião triangular fixado a montante. A torre residencial tinha três andares de altura.

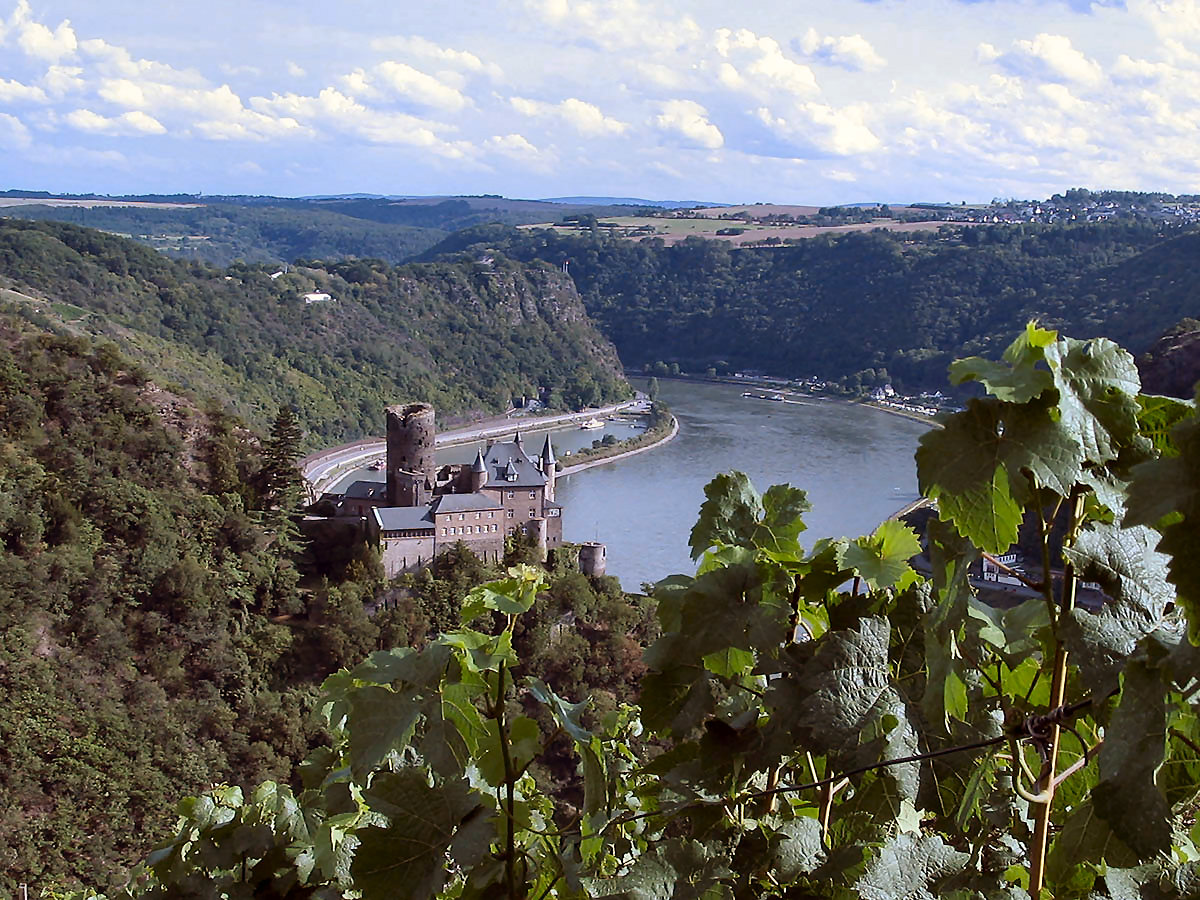
O castelo, o Reno e o rochedo Lorelei
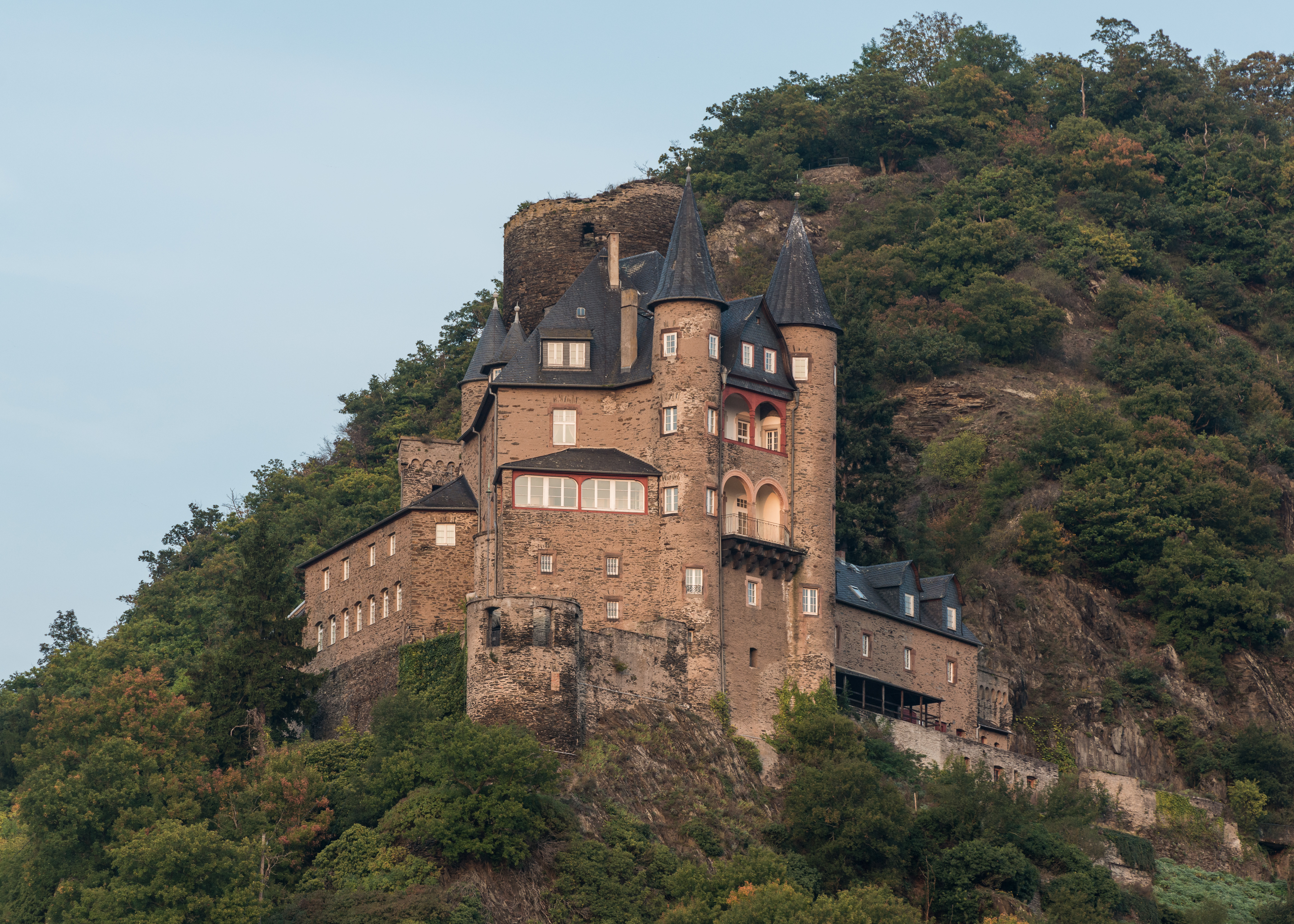
Vista do castelo
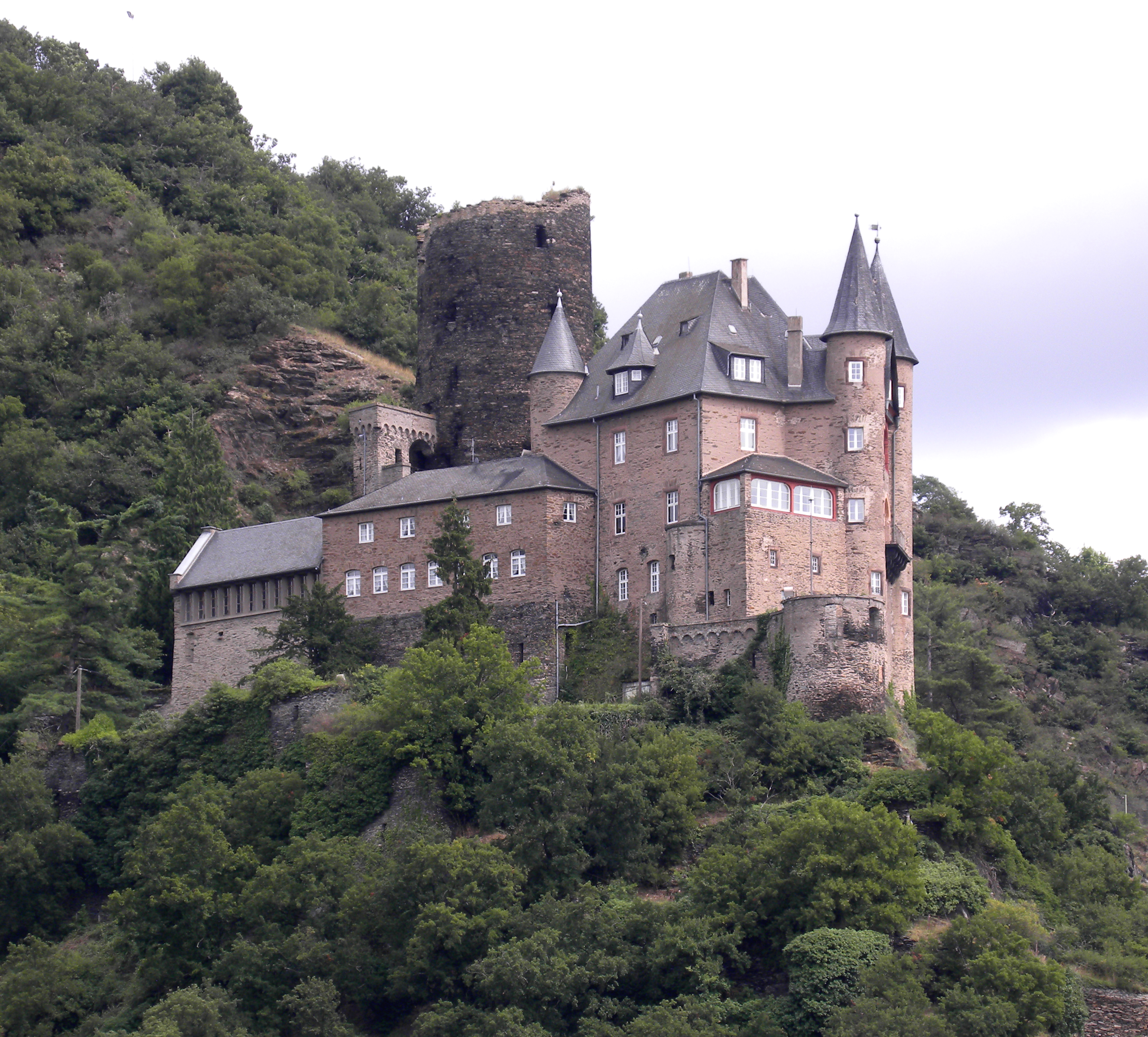
O castelo visto de baixo
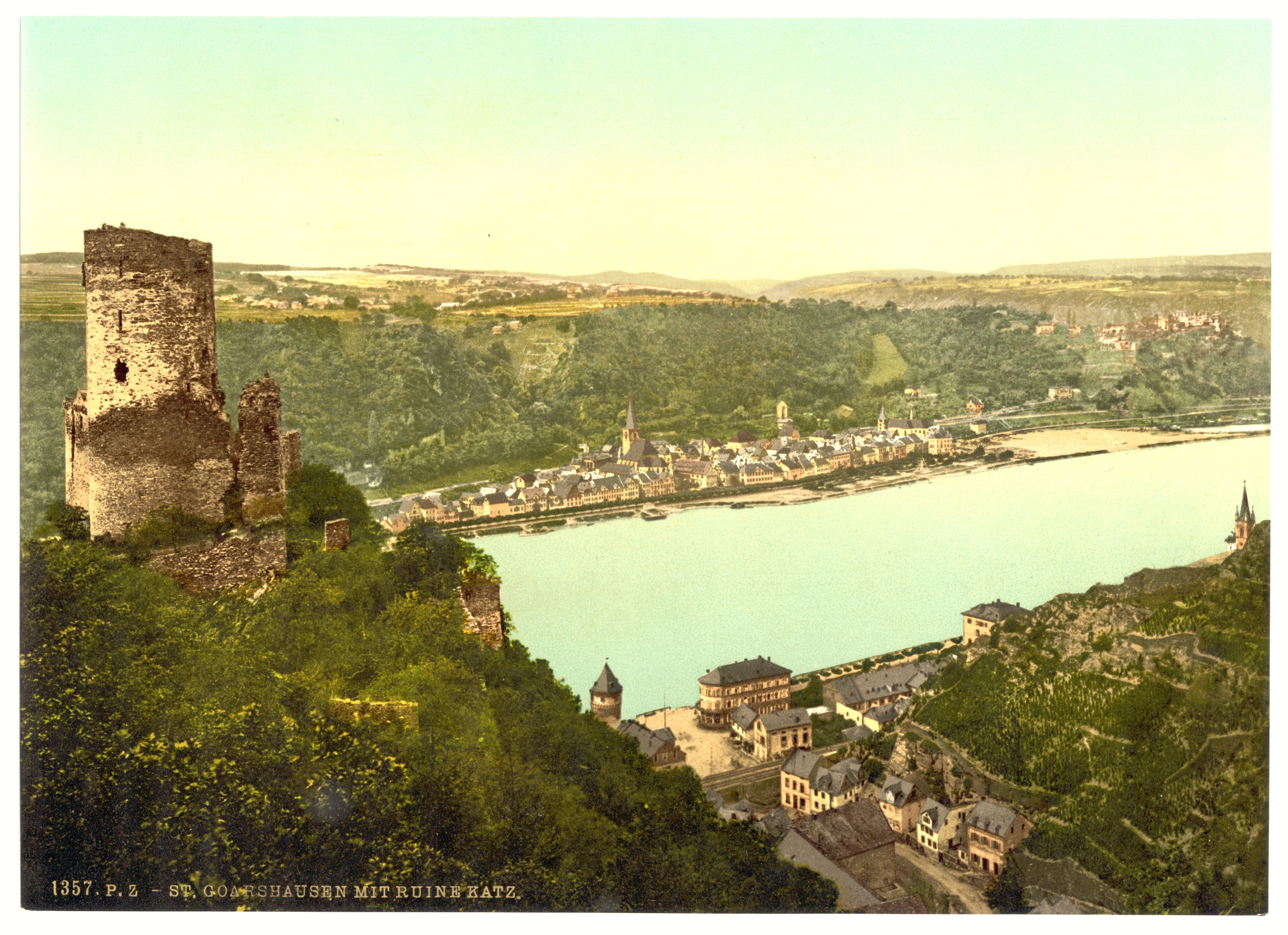

## Factos diversos
- Em 1435, os Condes de Katzenelnbogen foram os primeiros a plantar uvas da casta Riesling nos seus vinhedos
- O Castelo de Katz e os seus arredores são o cenário da acção do comic book belga  L'Orgue du Diable ("O Órgão do Diabo"), pertencente às séries Yoko Tsuno, por Roger Leloup.

## Literatura
- Burgen, Schlösser, Altertümer, Rheinland-Pfalz (Ed.): Staatliche Burgen, Schlösser und Altertümer in Rheinland-Pfalz. Schnell + Steiner, Regensburg 2003, ISBN 3-7954-1566-7.
- Michael P. Fuhr: Wer will des Stromes Hüter sein? 40 Burgen und Schlösser am Mittelrhein. 1. Aufl. Schnell + Steiner, Regensburg 2002, ISBN 3-7954-1460-1.